# Карел Павлик
Карел Павлик (чеськ. Karel Pavlík, 19 жовтня 1900, Градове-Стржімеліце, Богемія — 26 січня 1943, концтабір Маутгаузен) — офіцер армії Чехословаччини, учасник Опору.
14 березня 1939 з солдатами своєї роти всупереч наказу командування дав бій німецьким окупаційним військам, які увійшли в місто Містек (нині Фрідек-Містек). Цей епізод відомий як бій за Чаянкови казарми і є єдиним випадком організованого опору німецькій окупації Чехословаччини в 1939 році.

## Біографія

### До 1939 р
Карел Павлик народився в сім'ї вчителя з маленького чеського села Градова Стржімеліце, в Центральночеському краї, в околицях містечка Черні-Костелець (нині Костелець-над-чорно-Лесі), близько 20 км на південь від міста. У 1920 р покликаний в армію, вступив до військової академії і в 1923 році отримав офіцерське звання. Служив в прикордонних і піхотних частинах. У 1932 р був проведений в капітани, і більше в чині не підвищувався. У 1934 році командир 8-го Сілезького полку характеризував Павлика, як «поверхневого», «легковажного» офіцера який «не піддається вихованню». Серед товаришів і солдатів Павлик, проте, користувався повагою. Він був хорошим наїзником і стрільцем і цікавився політикою більше, ніж це вважалося допустимим для чехословацького офіцера в той час. Шлюб Павлика розпався в 1935 р, після цього він помітно переглянув свої погляди на життя і службу, чим заслужив схвалення начальства. У 1936 р він був призначений командиром роти.

### Бій 14 березня 1939 року
На день німецької окупації в Містеку в «Чаянкових казармах» розміщувався 3-й батальйон 8-го Сілезького піхотного полку і піврота 2-го бронетанкового полку (взвод танкеток LT vz.33 і взвод бронеавтомобілів OA vz.30). У казармах знаходилися командир батальйону підполковник Штепіна, командир 12-ї кулеметної роти капітан Павлик, командир броньовий півроти підпоручик Хейніш, ще кілька молодших офіцерів, солдати і унтер-офіцер и, всього близько 300 чоловік, майже всі за національністю чехи. Військовослужбовці-словаки повернулися на батьківщину, так як очікувалося проголошення незалежної Словаччини.
Увечері 14 березня 1939 року в Містек увійшов 2-й батальйон 84-го піхотного полку вермахту. У Чаянкових казарм німецька колона зупинилася, і часовим біля входу було запропоновано здати зброю і викликати чергового офіцера. Чеський караул відповів пострілами. Коли почалася стрілянина і черговий офіцер поручик Мартінек оголосив бойову тривогу, Павлик розмістив своїх солдатів з гвинтівками й ручними кулеметами у вікон будівлі і наказав відкрити вогонь. До них приєдналися окремі солдати інших підрозділів. За свідченням очевидців, Павлик діяв рішуче, всіляко намагаючись підбадьорити солдатів. Решта офіцери нічого не робили, посилаючись на відсутність наказу, і тільки намагалися зв'язатися з полковим командиром. Бронетехніка підпоручика Хейніша в бою участі не брала. Перша спроба німців увійти на територію казарм була відбита. Німці обстріляли казарми з мінометів і протитанкової гармати (без особливого успіху, будівлі казарм були дуже міцні) і зробили другий штурм за підтримки бронеавтомобіля. Чехи відбили і цю атаку кулеметним вогнем і ручними гранатами. В цей час по телефону надійшов наказ командира 8-го полку полковника Еліаша негайно припинити вогонь і скласти зброю під загрозою військового суду. Павлик спочатку ігнорував наказ, але потім, бачачи, що закінчуються боєприпаси, а німці стягують до казарм основні сили 84-го полку, підкорився. Батальйон капітулював.
Бій тривав близько 30-40 хвилин, втрати чехів склали від 2 до 6 осіб пораненими, німців - до 24 чоловік убитими і пораненими (джерела дають різні цифри втрат). Чеських офіцерів німці помістили під домашній арешт, роззброєним солдатам дозволили повернутися в казарми, де вже знаходився німецький караул. Капітана Павлика командування не судило тільки тому, що 15 березня вермахт вже марширував по Празі. Опору в Чехослаччині нацисти не зустріли більше ніде.

## Подальша доля
Після окупації та ліквідації армії співпрацював з підпільною організацією «За батьківщину» (чеськ. Za vlast), яка переправляла чеських кадрових військових на Захід. Переїхавши до Праги, вступив в організацію «Оборона народу» (чеськ. Obrana národa), що готувала збройне повстання проти окупантів. 
У 1942, після замаху на Гейдриха, був заарештований гестапо. При арешті чинив збройний опір. Був засуджений до смерті, але кару замінили ув'язненням до концтабору (за деякими даними, за Павлика клопотали офіцери німецького 84-го полку, з яким він воював в 1939). 26 січня 1943 охоронець концтабору Маутгаузен застрелив Павлика за непокору.

## Пам'ять
Після війни Карелу Павлику було присвоєно звання полковника (посмертно), в 1999 він був нагороджений медаллю «За хоробрість» ( cs: Medaile Za hrdinství, посмертно). Місце поховання Павлика невідоме. Його символічна могила знаходиться в місті Костелець-над-Чорними-Лесі.
Бій за Чаянкови казарми на сьогоднішній день — предмет особливої гордості в сучасній Чехії. У 1947 році для учасників цього бою було викарбувано пам'ятну медаль.